# マヌィチ川
マヌィチ川(マヌィチがわ、Manych) (ロシア語: Маныч、カルムイク語: Манц) は、ロシア南部のクマ＝マヌィチ窪地の西部、および中部を流れる水系の総称である。

## 西マヌィチ川
「マヌィチ川」という場合、この西マヌィチ川をさすことが多い。西マヌィチ川は、ドン川の支流で総延長219kmの河川である。ロシア連邦のカルムイク共和国の南西部にあるマヌィチ・グジロ湖を水源とし、ロストフ・ナ・ドヌの東でドン川と合流する。西マヌィチ川には3つの貯水池が作られ、マヌィチ・グジロ湖からこれら3つの貯水池は連続しており、元々の西マヌィチ川はわずか9.1kmしか残っておらず、ほとんどが川というより貯水池に変わってしまっている。
一帯はヨシ原とステップが多く、マガン、アオガン、カリガネ、ハイイロガンなどのガンおよびカモが生息している。マヌィチ・グジロ湖とヴェセロフスコエ貯水池は1994年に共にラムサール条約登録地となった。

## 東マヌィチ川
知名度で劣る東マヌィチ川は、カルムイク共和国を東に流れた後に、カルムイクとスタヴロポリ地方の境界を形作ってSostino湖に注ぎ込む。総延長は141kmであるが、下流のしばしば干上がる箇所を含めれば220kmとなる。東マヌィチ川にはテレク川からの水がテレク＝クマ運河経由で流れ込んで貯まり、クマ＝マヌィチ運河に連なっている。

## 歴史
以前は東西のマヌィチ川の上流部は繋がっていたが（特に雨季）、 カラウス川(Kalaus River)がクマ＝マヌィチ窪地に達したときに分流されるようになった。
ダムや灌漑用の水路が作られる前は(西マヌィチ川は1940年以前、東マヌィチ川は1969年以前)、2つの河川とも乾季には汽水性の小さな沼が点在するような状態にまで干上がっていた。20世紀後半になって両河川とも水路の建設で水量が増えた。(西マヌィチ川は8.3倍、東マヌィチ川は4.3倍)。